# Де ж ти дівся, світе мій прекрасний?
«Де ж ти дівся, світе мій прекрасний?» (англ. Beautiful World, Where Are You) — третій роман ірландської письменниці Саллі Руні, вперше виданий восени 2021 року. Книга стала бестселером у США, зокрема на Amazon. Роман отримав перемогу в номінації «Художня проза» серед найкращих видань 2021 року за версією користувачів відомого книжкового порталу Goodreads.
Назва книги походить від вірша Фрідріха Шиллера, який Франц Шуберт поклав на музику 1819 року.

## Сюжет
Еліс — популярна письменниця, яка переїхала у невелике ірландське містечко на узбережжі моря, шукаючи самотності після перебування в психіатричній клініці. Там через Tinder вона знайомиться з Феліксом, працівником складу, і хоч перше знайомство вийшло не найкращим, дівчина запросила Фелікса полетіти з нею в Рим. Розповідь від третьої особи чергується з обміном електронними листами Еліс та її найкращої подруги Ейлін, працівниці літературного журналу в Дубліні. Ейлін була успішною студенткою, але тепер ледве зводить кінці з кінцями. Її сюжетна лінія тісно пов'язана з другом дитинства Саймоном, політичним радником та переконаним християнином.
Теми «Де ж ти дівся, світе мій прекрасний?» охоплюють романтику, дружбу, секс, релігію та питання політики, зокрема капіталізму.

## Публікація та реліз
До виходу «Прекрасного світу» у вересні 2021 року, попередні копії циркулювали в Інтернеті; одна з них була продана на eBay за понад 200 доларів США. У день виходу «Прекрасний світ» був бестселером на Amazon. Напередодні виходу американський видавець Руні — Farrar, Straus and Giroux — розповсюджував фірмові товари, включаючи капелюхи-відра та сумки, серед впливових осіб. Перше видання «Прекрасного світу» було проілюстроване Маншен Ло та оформлене Джоном Греєм.
«Прекрасний світ» вийшов у видавництві Faber&Faber у Великій Британії, Farrar, Straus і Giroux у Сполучених Штатах, і Knopf Canada в Канаді. Руні відхилила пропозицію ізраїльського видавництва Modan продати права на переклад на іврит через свою підтримку руху «Бойкот, дивестиції та санкції», вважаючи за краще продавати права на іврит у спосіб, що відповідає керівним принципам руху BDS. Дві ізраїльські мережі книжкових магазинів Steimatzky і Tzomet Sfarim припинили продаж творів Руні після її рішення.

## Критика
«Де ж ти дівся, світе мій прекрасний?» був бестселером New York Times і IndieBound.
Роман отримав позитивні відгуки від Slate, New York Times, The Times, The Irish Times, The Atlantic, Washington Post, New Yorker, The Guardian.
У рецензії для The New York Times Брендон Тейлор назвав книгу «найкращим романом Руні», водночас висловивши певне занепокоєння тим, що роману бракує суттєвої політичної чи моральної критики.
Рецензуючи роман Амелія Айрелан Іувіно висловила думку, що «Прекрасний світ» не пропонує чітких розв'язків соціальних проблем пізнього капіталізму, які він розглядає, але й зауважує, що надання таких рішень не є відповідальністю художньої літератури.
Відповідальна редакторка «Видавництва Старого Лева» Ольга Горба зазначала: «Вчинки та роздуми героїв розгортаються, наче карта, що відображає актуальні питання сьогодення. Це неймовірна прекрасна історія звичайних людей, з усіма своїми чеснотами та недоліками, такими схожими на усіх нас, де авторка у своєму вже звичному стилі, у розмовах та листах пише про важливе».

## Нагороди та номінації
| Рік  | Премія                  | Категорія                  | Результат | Дж     |
| ---- | ----------------------- | -------------------------- | --------- | ------ |
| 2021 | Irish Book Awards       | «Роман року»               | Нагорода  | [ 25 ] |
| 2021 | Goodreads Choice Awards | «Найкращий фікшн»          | Нагорода  | [ 26 ] |
| 2021 | Kirkus Reviews          | «Найкраща книга 2021 року» | Номінація | [ 16 ] |
| 2022 | Dalkey Literary Awards  | «Найкраща книга року»      | Нагорода  | [ 27 ] |

## Український переклад
- Саллі Рунні. Де ж ти дівся, світе мій прекрасний?. Переклад з англійської: Ганна Яновська. Обкладинка: Іван Шкоропад. Львів: ВСЛ, 2022. 392 стор., ISBN 978-966-679-992-3